# Bloemfontein Celtic Football Club
O Bloemfontein Celtic é um clube de futebol da África do Sul fundado no ano de 1969, da cidade de Bloemfontein. A equipe compete na Campeonato Sul-Africano de Futebol (PSL).
O clube utiliza as cores verde e branco e manda seus jogos no estádio Seisa Ramabodu que tem capacidade para cerca de 20 mil torcedores. O nome do clube é uma homenagem ao clube Celtic FC da Escócia

## História

### Academia Sporting
Recentemente, o Bloemfontein Celtic e o Sporting Clube de Portugal chegaram a acordo para a criação duma Academia de futebol, sendo esta a 1ª do Sporting Clube de Portugal fora de Portugal. Este é um passo importante para ambas as equipas: para o Bloemfontein Celtic é a oportunidade de se associar a um clube com reconhecido know-how nesta área, e para o Sporting Clube de Portugal é o passaporte para a internacionalização da marca Academia Sporting e a entrada no sempre importante mercado africano. Prevê-se que até esta academia cheguem jovens atletas oriundos de vários países africanos, tendo o Sporting Clube de Portugal direito de opção sobre eles.